# Mål- och resursplan
Mål- och resursplan (MORP, MoR eller MRP) är en plan som fastställs i kommunfullmäktige och innehåller visionen för den kommunala verksamheten, kommungemensamma mål och resultat. Den innehåller också nämndernas budgetar.